# Federica Brignoneová
Federica Brignoneová (nepřechýleně: Brignone, * 14. července 1990 Milán) je italská alpská lyžařka, univerzálka startující ve všech disciplínách.
Na pekingských Zimních olympijských hrách 2022 dojela druhá v obřím slalomu a třetí v superkombinaci. Již ze Zimní olympiády 2018 v Pchjongčchangu si z téže disciplíny odvezla bronzovou medaili. V rámci světových šampionátů získala jednu medaili. Na Mistrovství světa 2011 v Garmisch-Partenkirchenu vybojovala druhou příčku z obřího slalomu, s minimální ztrátou devíti setin sekundy na Tinu Mazeovou.
Ve Světovém poháru debutovala lienzským obřím slalomem v prosinci 2007, v němž nepostoupila do druhého kola. V sezóně 2019/2020 vyhrála jako první Italka konečné celkové hodnocení. Velký křišťálový glóbus jí zajistil zisk 1 378 bodů před druhou Shiffrinovou, která nasbírala 1 225 bodů. Malé křišťálové glóby za sezónní vítězství přidala v roce 2020 ve sjezdu a kombinaci i v sezóně 2022 ze superobřího slalomu.
Do října 2022 ve Světovém poháru vyhrála 20 závodů, z toho 8 v obřím slalomu, 7 superobřím slalomu a 5 v kombinaci. Premiérový triumf si odvezla během října 2015 ze söldenského obřího slalomu. V březnu 2017 pak ve stejné disciplíně zvítězila v Aspenu před krajankami Sofií Goggiovou a Martou Bassinovou. Podruhé v historii tak stanuly na stupních vítězek pouze Italky, čímž navázaly na obří slalom z Narviku v roce 1996 s medailistkami Compagnoniovou, Panzaniniovou a Kostnerovou.
V roce 2020 byla vyhlášena italskou Sportovkyní roku.

## Soukromý život
Narodila se roku 1990 v Miláně do rodiny trenéra lyžování Daniela Brignona a alpské lyžařky Marii Rosy Quariové. Matka vyhrála na přelomu 70. a 80. let čtyři slalomy Světového poháru. Itálii reprezentovala na Zimní olympiádě 1980 a 1984. Bratr Davide Brignone je také lyžař.
Federica Brignoneová žije v La Salle v regionu Údolí Aosty s partnerem, francouzským lyžařem Nicolasem Raffortem. V prosinci 2012 podstoupila operaci cysty v pravém kotníku, která jí dlouhodobě působila bolest, a vynechala zbytek sezóny 2012/2013. Opět na lyže se postavila v březnu 2013 a o dva měsíce později zahájila trénink.

## Světový pohár

### Sezónní vítězství – křišťálové glóby
|        |             |
| Sezóna | Disciplína  |
| 2020   | celkově     |
| 2020   | obří slalom |
| 2020   | kombinace   |
| 2022   | Super-G     |

### Stupně vítězů

#### Přehled
|        | Slalom | Obří slalom | Sjezd | Super-G | Kombinace | Paralel. sl. | Celkem |
| Výhry  | 0      | 8           | 0     | 7       | 5         | 0            | 20     |
| Pódium | 0      | 26          | 4     | 13      | 6         | 0            | 49     |

#### Závody
| Umístění na stupních vítězů |                    |                                 |             |          |
| Sezóna                      | datum              | místo konání                    | disciplína  | umístění |
| 2010                        | 28. listopadu 2009 | Aspen, USA                      | obří slalom | 3.       |
| 2011                        | 6. února 2011      | Arber-Zwiesel, Německo          | obří slalom | 2.       |
| 2012                        | 28. prosince 2011  | Lienz, Rakousko                 | obří slalom | 2.       |
| 2012                        | 21. ledna 2012     | Kranjska Gora, Slovenia         | obří slalom | 2.       |
| 2012                        | 9. března 2012     | Åre, Švédsko                    | obří slalom | 2.       |
| 2012                        | 18. března 2012    | Schladming, Rakousko            | obří slalom | 3.       |
| 2015                        | 29. listopadu 2014 | Aspen, USA                      | obří slalom | 3.       |
| 2016 (2 vítězství)          | 24. října 2015     | Sölden, Rakousko                | obří slalom | 1.       |
| 2016 (2 vítězství)          | 27. listopadu 2015 | Aspen, USA                      | obří slalom | 3.       |
| 2016 (2 vítězství)          | 12. prosince 2015  | Åre, Švédsko                    | obří slalom | 3.       |
| 2016 (2 vítězství)          | 17. ledna 2016     | Flachau, Rakousko               | obří slalom | 3.       |
| 2016 (2 vítězství)          | 27. února 2016     | Soldeu, Andorra                 | Super-G     | 1.       |
| 2016 (2 vítězství)          | 7. března 2016     | Jasná, Slovensko                | obří slalom | 3.       |
| 2017 (3 vítězství)          | 24. ledna 2017     | Kronplatz, Itálie               | obří slalom | 1.       |
| 2017 (3 vítězství)          | 24. února 2017     | Crans-Montana, Švýcarsko        | kombinace   | 1.       |
| 2017 (3 vítězství)          | 26. února 2017     | Crans-Montana, Švýcarsko        | kombinace   | 2.       |
| 2017 (3 vítězství)          | 10. března 2017    | Squaw Valley, USA               | obří slalom | 2.       |
| 2017 (3 vítězství)          | 16. března 2017    | Aspen, USA                      | Super-G     | 3.       |
| 2017 (3 vítězství)          | 19. března 2017    | Aspen, USA                      | obří slalom | 1.       |
| 2018 (3 vítězství)          | 29. prosince 2017  | Lienz, Rakousko                 | obří slalom | 1.       |
| 2018 (3 vítězství)          | 13. ledna 2018     | Bad Kleinkirchheim, Rakousko    | Super-G     | 1.       |
| 2018 (3 vítězství)          | 14. ledna 2018     | Bad Kleinkirchheim, Rakousko    | sjezd       | 2.       |
| 2018 (3 vítězství)          | 23. ledna 2018     | Kronplatz, Itálie               | obří slalom | 3.       |
| 2018 (3 vítězství)          | 4. března 2018     | Crans-Montana, Švýcarsko        | kombinace   | 1.       |
| 2019 (2 vítězství)          | 27. října 2018     | Sölden, Rakousko                | obří slalom | 2.       |
| 2019 (2 vítězství)          | 24. listopadu 2018 | Killington, USA                 | obří slalom | 1.       |
| 2019 (2 vítězství)          | 24. února 2019     | Crans-Montana, Švýcarsko        | kombinace   | 1.       |
| 2019 (2 vítězství)          | 14. března 2019    | Soldeu, Andorra                 | Super-G     | 3.       |
| 2020 (5 vítězství)          | 30. listopadu 2019 | Killington, USA                 | obří slalom | 2.       |
| 2020 (5 vítězství)          | 14. prosince 2019  | Svatý Mořic, Švýcarsko          | Super-G     | 2.       |
| 2020 (5 vítězství)          | 17. prosince 2019  | Courchevel, Francie             | obří slalom | 1.       |
| 2020 (5 vítězství)          | 12. ledna 2020     | Altenmarkt-Zauchensee, Rakousko | kombinace   | 1.       |
| 2020 (5 vítězství)          | 18. ledna 2020     | Sestriere, Itálie               | obří slalom | 1.       |
| 2020 (5 vítězství)          | 24. ledna 2020     | Bansko, Bulharsko               | sjezd       | 2.       |
| 2020 (5 vítězství)          | 25. ledna 2020     | Bansko, Bulharsko               | sjezd       | 3.       |
| 2020 (5 vítězství)          | 2. února 2020      | Roza Chutor, Rusko              | Super-G     | 1.       |
| 2020 (5 vítězství)          | 8. února 2020      | Garmisch-Partenkirchen, Německo | sjezd       | 2.       |
| 2020 (5 vítězství)          | 23. února 2020     | Crans-Montana, Švýcarsko        | kombinace   | 1.       |
| 2020 (5 vítězství)          | 29. února 2020     | La Thuile, Itálie               | Super-G     | 2.       |
| 2021 (1 vítězství)          | 17. října 2020     | Sölden, Rakousko                | obří slalom | 2.       |
| 2021 (1 vítězství)          | 14. prosince 2020  | Courchevel, Francie             | obří slalom | 2.       |
| 2021 (1 vítězství)          | 20. prosince 2020  | Val-d'Isère, Francie            | Super-G     | 3.       |
| 2021 (1 vítězství)          | 24. ledna 2021     | Crans-Montana, Švýcarsko        | Super-G     | 3.       |
| 2021 (1 vítězství)          | 28. února 2021     | Val di Fassa, Itálie            | Super-G     | 1.       |
| 2022 (4 vítězství)          | 12. prosince 2021  | Svatý Mořic, Švýcarsko          | Super-G     | 1.       |
| 2022 (4 vítězství)          | 16. ledna 2022     | Zauchensee, Rakousko            | Super-G     | 1.       |
| 2022 (4 vítězství)          | 30. ledna 2022     | Garmisch-Partenkirchen, Německo | Super-G     | 1.       |
| 2022 (4 vítězství)          | 6. března 2022     | Lenzerheide, Švýcarsko          | obří slalom | 3.       |
| 2022 (4 vítězství)          | 20. března 2022    | Méribel, Francie                | obří slalom | 1.       |

### Konečné pořadí v sezónách
| Sezóna                        |         |                  |             |               |                  |                  |                  |                  |
| Věk                           | Celkové | slalom           | Obří slalom | Super-G       | Sjezd            | Kombinace        | Paralelní slalom |                  |
| 2010                          | 19 let  | 43.              | —           | 12.           | —                | —                | —                | —                |
| 2011                          | 20 let  | 26.              | —           | 5.            | 44.              | —                | 36.              | —                |
| 2012                          | 21 let  | 20.              | 55.         | 6.            | 49.              | —                | 20.              | —                |
| 2013                          | 22 let  | 103.             | —           | —             | —                | —                | 30.              | —                |
| 2014                          | 23 let  | 31.              | 50.         | 9.            | —                | —                | —                | —                |
| 2015                          | 24 let  | 20.              | 39.         | 7.            | 17.              | —                | —                | —                |
| 2016                          | 25 let  | 8.               | 39.         | 4.            | 6.               | 43.              | 17.              | —                |
| 2017                          | 26 let  | 5.               | 46.         | 4.            | 8.               | 27.              | Stříbrná medaile | —                |
| 2018                          | 27 let  | 11.              | 50.         | 5.            | 6.               | 24.              | Bronzová medaile | —                |
| 2019                          | 28 let  | 6.               | 39.         | 5.            | 8.               | 21.              | Zlatá medaile    | —                |
| 2020                          | 29 let  | Zlatá medaile    | 36          | Zlatá medaile | Stříbrná medaile | Bronzová medaile | Zlatá medaile    | Bronzová medaile |
| 2021                          | 30 let  | 7.               | 32.         | 5.            | Stříbrná medaile | 19.              | —                | 7.               |
| 2022                          | 31 let  | Bronzová medaile | 38.         | 6.            | Zlatá medaile    | 14.              | —                | —                |
| Aktualizováno k 4. dubnu 2022 |         |                  |             |               |                  |                  |                  |                  |

## Vrcholné akce

### Mistrovství světa
| Rok                                         | Věk    | Slalom                   | Obří slalom              | Super-G                  | Sjezd                    | Kombinace                |
| 2011                                        | 20 let | DNF1                     | 2.                       | —                        | —                        | —                        |
| 2013                                        | 22 let | nestartovala pro zranění | nestartovala pro zranění | nestartovala pro zranění | nestartovala pro zranění | nestartovala pro zranění |
| 2015                                        | 24 let | 19.                      | DNF1                     | —                        | —                        | —                        |
| 2017                                        | 26 let | 24.                      | 4.                       | 8.                       | —                        | 7.                       |
| 2019                                        | 28 let | —                        | 5.                       | 10.                      | —                        | 6.                       |
| 2021                                        | 30 let | DNF1                     | DNF1                     | 10.                      | —                        | DNF2                     |
| DNF1/2 – nedojela do cíle v 1. nebo 2. kole |        |                          |                          |                          |                          |                          |

### Zimní olympijské hry
| Rok                                         | Věk    | Slalom | Obří slalom | Super-G | Sjezd | Kombinace |
| 2010                                        | 19 let | —      | 18.         | —       | —     | —         |
| 2014                                        | 23 let | DNF2   | DNF1        | —       | —     | 11.       |
| 2018                                        | 27 let | —      | 3.          | 6.      | DNF   | 8.        |
| 2022                                        | 31 let | DNF2   | 2.          | 7.      | —     | 3.        |
| DNF1/2 – nedojela do cíle v 1. nebo 2. kole |        |        |             |         |       |           |